# Glass House
A Glass House (comumente traduzido como Casa de Vidro em português) é atualmente um museu-casa localizado em New Canaan, no estado norte-americano de Connecticut. Foi projetada em 1949 pelo arquiteto Philip Johnson para servir de sua própria residência, com parceria de Richard Foster. Johnson, que havia trabalhado em uma exposição sobre Mies van der Rohe no Museu de Arte Moderna de Nova Iorque anos antes, teria se inspirado no projeto da Residência Farnsworth (à época ainda em construção). A residência, considerada a mais marcante obra de Johnson, tem como características o uso intenso de vidro e aço e o grande aproveitamento da paisagem natural circunvizinha. Por sua constante proporção, transparência e reflexo de luz natural, é vista como um marco no desenvolvimento da arquitetura moderna, tendo influenciado outras inúmeras obras do estilo nas décadas seguintes. A propriedade na qual a construção está inserida abriga outros prédios, todos projetados por Johnson ao longo de sua carreira.
Em 1997, o local foi designado um Marco Histórico Nacional e atualmente encontra-se sob administração do National Trust for Historic Preservation. A residência, transformada em museu-casa interativo, pode ser acessada publicamente através de um centro de visitantes situado no centro da cidade de New Canaan. Philip Johnson viveu no local por 58 anos, e a partir de 1960, com seu companheiro David Whitney, responsável pelo design dos jardins e grande parte da coleção de arte ali presente.